# براندون كولمان
براندون كولمان (بالإنجليزية: Brandon Coleman)‏ هو لاعب كرة قدم أمريكية أمريكي، ولد في 22 يونيو 1992 في Accokeek, Maryland ‏ في الولايات المتحدة.

## وصلات خارجية
- براندون كولمان على موقع مرجع كرة القدم المحترفة.كوم (الإنجليزية)
- براندون كولمان على موقع كلية كرة القدم في سبورتس رفرنس.كوم (الإنجليزية)